# Òxids de ferro
Els òxids de ferro són compostos derivats de l'oxidació del ferro. Es coneixen setze òxids de ferro: òxids (hematita, magnetita, maghemita, β-Fe₂O₃, ε-Fe₂O₃, Wüstite), hidròxids i oxihidròxids (goetita, lepidocrocita, akaganeïta, feroxihita, δ-FeOOH, FeO(OH) d'alta pressió, ferrihidrita, bernalita, òxids verds de Fe (OH)₂). Alguns d'aquests òxids són utilitzats en ceràmica. Els òxids de ferro, com els òxids d'altres metalls, proveeixen el color d'alguns vidres després de ser escalfats a altes temperatures. També són usats com a pigment.

## Òxids de ferro
- Òxid de ferro(II) (FeO). La pols d'òxid ferrós pot causar explosions, ja que literalment entra en combustió.
- Òxid de ferro(III) (Fe₂O₃). En el seu estat natural és conegut com a hematita.[7] També és purificat per al seu ús com suport d'emmagatzematge magnètic en àudio i informàtica. Aquesta és la forma d'òxid comunament vista en ferros i estructures d'acer oxidades que ataca des de ponts fins a carrosseries d'automòbils i la qual és altament destructiva.
- Òxid de ferro(II, III) (Fe₃O₄). En el seu estat natural és conegut com a magnetita, un mineral de color negrenc que constitueix una de les fonts principals d'obtenció de ferro. Aquesta forma d'òxid tendeix a formar-se quan el ferro s'oxida sota l'aigua i per això és freqüent trobar-lo dintre de tancs o sota la línia de flotació dels vaixells.

## Hidròxid de ferro
- Hidròxid de ferro(II) Fe (OH)₂. És de color verdós.
- Hidròxid de ferro(III) Fe (OH)₃. És de color marró fosc.
- Oxihidròxid de ferro(III) FeO(OH). En el seu estat natural es coneix com a goetita. És de color vermell amarronat. També es troba conformant els següents minerals: siderogel, limonita i feroxihita, a més d'existir una variant coneguda com a lepidocrocita.